# Вебо, Пьер
Пьер Вебо́ (фр. Pierre Webó; род. 20 января 1982[…], Бафусам) — камерунский футболист, нападающий; тренер. Выступал в сборной Камеруна, участник чемпионатов мира 2010 и 2014 годов.

## Биография

### Клубная карьера

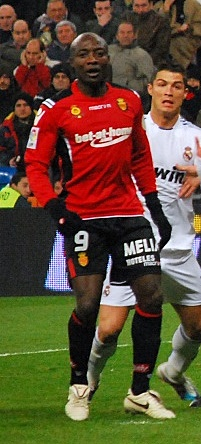
Пьер Вебо

Начал профессиональную карьеру в гамбийском клубе «Реал» из Банжула. В 2000 году попал в известный уругвайский клуб «Насьональ». В 2002 году стал лучшим бомбардиром Южноамериканского кубка, забил 4 гола вместе с Родриго Астудилло и Гонсало Галиндо. Всего за «Насьональ» провёл 21 матч и забил 15 голов.
В январе 2003 года перешёл в испанский «Леганес» из Мадрида. В команде долго не задержался и летом 2003 года отправился в «Осасуну». В команде дебютировал 14 сентября 2003 года в матче против «Атлетико Мадрид» (1:0), Вебо вышел на 61 минуте вместо Ибраима Бакайоко. Первый гол Пьер Вебо забил в матче против «Мальорки» (1:1) в ворота Лео Франко. В сентябре 2005 года принял участие в матчах квалификации Кубка УЕФА против французского «Ренна», тогда «Осасуна» проиграла по сумме двух матчей (3:1). Летом 2006 года Вебо заболел малярией, после того, как побывал в Камеруне. Летом 2006 года «Осасуна» проиграла в квалификации к Лиге чемпионов немецкому «Гамбургу». Но после в Кубке УЕФА «Осасуна» обыграла турецкий «Трабзонспор» и вышла в групповой турнир. На групповой стадии «Осасуна» заняла 2 место уступив итальянской «Парме» и опередив французский «Ланс», также в группе участвовали «Оденсе» и «Херенвен». В 1/16 финала «Осасуна» обыграла «Бордо». После клуб играл выиграл у шотландского «Рейнджерса». В 1/4 финала «Осасуна» обыграла немецкий «Байер 04». В полуфинале «Осасуна» уступила другой испанской команде «Севилье», которая и станет победителем Кубка УЕФА 2006/07.
В июле 2007 года Вебо покинул «Осасуну» в качестве свободного агента и мог перейти во французский «Лорьян». Но перешёл в «Мальорку». В команде дебютировал 26 августа 2007 года в матче против «Леванте» (3:0). В декабре 2007 года получил травму в матче против «Атлетика Бильбао».
5 августа 2011 года игрок подписал контракт с турецким клубом «Истанбул Башакшехир» сроком на 4 года.
31 января 2013 года Вебо подписал контракт с «Фенербахче» сроком до 30 июня 2015 года. 3 февраля 2013 года нападающий дебютировал за канареек в домашнем матче против «Сивасспора» и на 55-й минуте забил свой первый гол за новый клуб.

### Карьера в сборной
В национальной сборной Камеруна играет с 2003 года. В команде дебютировал 19 ноября 2003 года в товарищеском матче против Японии (0:0), Вебо вышел на 68 минуте вместо Эрика Джемба-Джемба. Вебо принял участие в Кубке африканских наций 2006 в Египете. В групповом раунде Камерун занял 1 место, опередив ДР Конго, Анголу и Того. В 1/4 финала Камерун проиграл Кот-д’Ивуару в основное время (1:1) и по пенальти (11:12). Вебо принял участие во всех 4 играх.
В составе неукротимых львов пробился на чемпионат мира 2010 в ЮАР. В предварительном раунде Камерун занял 1 место обогнав Кабо-Верде, Танзанию и Маврикий. Во втором групповом раунде Камерун также занял 1 место обогнав Габон, Того и Марокко.
С 19 голами входит в число 10 лучших бомбардиров в истории сборной Камеруна.

## Достижения
Командные
- Чемпион Уругвая (2): 2001, 2002
- Финалист Кубка Испании: 2004/05
- Обладатель Кубка Турции: 2012/13
- Чемпион Турции: 2013/14
- Обладатель Суперкубка Турции: 2014

Личные
- Лучший бомбардир Южноамериканского кубка 2002 (4 гола, совместно с Родриго Астудильо, Гонсало Галиндо)